# Early (Texas)
Early és una població dels Estats Units a l'estat de Texas. Segons el cens del 2000 tenia 2.588 habitants.

## Demografia
Segons el cens del 2000, Early tenia 2.588 habitants, 980 habitatges, i 752 famílies. La densitat de població era de 388,8 habitants/km².
Dels 980 habitatges en un 39% hi vivien nens de menys de 18 anys, en un 62% hi vivien parelles casades, en un 11,7% dones solteres, i en un 23,2% no eren unitats familiars. En el 20,5% dels habitatges hi vivien persones soles el 10,5% de les quals corresponia a persones de 65 anys o més que vivien soles. El nombre mitjà de persones vivint en cada habitatge era de 2,64 i el nombre mitjà de persones que vivien en cada família era de 3,01.
Per edats la població es repartia de la següent manera: un 29,3% tenia menys de 18 anys, un 7,3% entre 18 i 24, un 27,3% entre 25 i 44, un 21,9% de 45 a 60 i un 14,2% 65 anys o més.
L'edat mediana era de 36 anys. Per cada 100 dones de 18 o més anys hi havia 87,5 homes.
La renda mediana per habitatge era de 36.150 $ i la renda mediana per família de 44.861 $. Els homes tenien una renda mediana de 31.902 $ mentre que les dones 20.694 $. La renda per capita de la població era de 18.755 $. Aproximadament l'11% de les famílies i el 13,5% de la població estaven per davall del llindar de pobresa.

## Poblacions més properes
El següent diagrama mostra les poblacions més properes.